# Heikki A. Alikoski
Heikki A. Alikoski, né en 1912 à Oulu et mort le 28 décembre 1997 à Turku, est un astronome finlandais.
L'astéroïde (1567) Alikoski fut nommé en son honneur alors qu'il était assistant à l'observatoire de Turku, dirigé par Yrjö Väisälä, de 1937 à 1956. Plus tard, il participa à la création de l'Institut d'astronomie et d'optique de Turku.
| (1508) Kemi        | 21 octobre 1938  |
| (1512) Oulu        | 18 mars 1939     |
| (1697) Koskenniemi | 8 septembre 1940 |
| (1715) Salli       | 9 avril 1938     |
| (1786) Raahe       | 9 octobre 1948   |
| (2180) Marjaleena  | 8 septembre 1940 |
| (2257) Kaarina     | 18 août 1939     |
| (2487) Juhani      | 8 septembre 1940 |
| (2573) Hannu Olavi | 10 mars 1953     |
| (2714) Matti       | 5 avril 1938     |
| (2911) Miahelena   | 8 avril 1938     |
| (3776) Vartiovuori | 5 avril 1938     |
| (4066) Haapavesi   | 7 septembre 1940 |